# Chaves: Especial de Ano Novo
Chaves: Especial de Ano Novo é um programa especial de ano novo da série Chaves em exibição no SBT, Ele faz parte do especial 30 anos de chaves.

## Sinopse
Com a virada do Ano Novo se aproximando, Seu Madruga começa a se preocupar com sua disposição física. Enquanto ele se preocupa com os comentários sobre sua saúde, Dona Florinda prepara uma bela ceia de Ano Novo. Pena que ela não esperava a visita do Professor Girafales e, hipnotizada, esquece a comida no forno e queima toda a ceia! Depois de um telefonema do Sr. Barriga e certo de sua partida iminente para o outro mundo, Seu Madruga decide pagar uma ceia para toda a vila e monta uma baita festa em sua casa. Ele só não esperava o tamanho da conta que ele ia  ter que pagar, já que vai continuar vivinho da silva.

## Elenco
| Ator                | Personagem          |
| ------------------- | ------------------- |
| Alexandre Porpetone | Chaves              |
| Marlei Cevada       | Chiquinha           |
| Felipe Levoto       | Seu Madruga         |
| Ratinho             | Seu Barriga         |
| Christina Rocha     | Dona Clotilde       |
| Lívia Andrade       | Dona Florinda       |
| Zé Américo          | Quico               |
| Celso Portiolli     | Professor Girafales |